# 보로트바

보로트바 협회(우크라이나어: Об'єднання "Боротьба")는 우크라이나 오데사에서 활동하는 혁명적 마르크스-레닌주의 이자 반파시즘주의의 조직이다. 이 조직은 블라디미르 푸틴에 반대하는 러시아의 좌익 전선과 긴밀한 연대를 이루고 있다.

## 역사
이 조직은 2011년 5월 1일 마르크스주의 조직, 청소년 노동조합, 우크라이나 콤소몰의 전 회원 및 좌익 기타 단체들이 모여 만든 연합이다.
보로트바는 2014년 우크라이나 혁명을 서방 국가의 지원을 받은 파시즘 쿠데타라고 비난했으며, 우크라이나의 혁명적 사회주의 부흥을 요구했다.

## 같이 보기
- 좌익 전선 (러시아)